# 설영 (수호전)

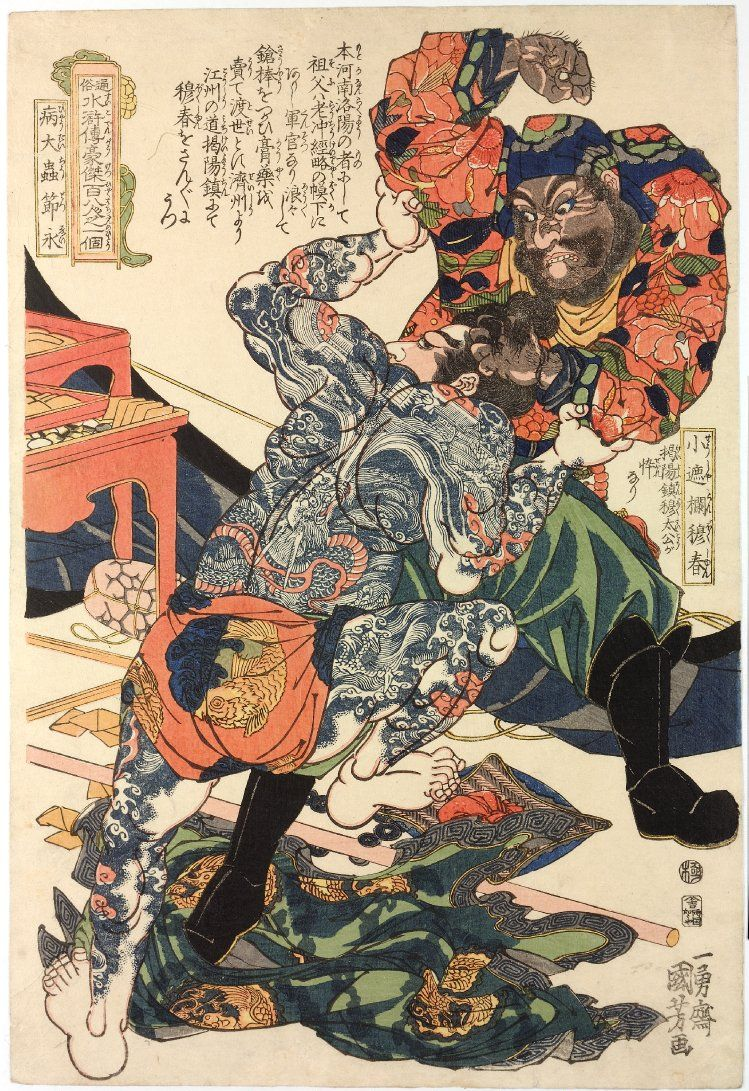

설영(薛永)은 중국의 사대기서(四大奇書) 중 하나인 《수호전》(水滸傳)에 등장하는 인물로, 108성 중 84위이자 지살성(地煞星)의 지유성(地幽星)에 해당한다. 별호는 병대충(病大蟲)으로 '병(病)'이란 단어는 중국 문학계에서 이는 병이나 병이 있다는 뜻이 아니라 당시 더 낫다는 뜻의 항주 방언 접두사로 본다. '대충(大蟲)'은 호랑이를 가리킨다. 몰락한 무관 집안출신이고 고약장수를 하며 창봉을 무기로 쓴다. 창봉의 솜씨는 송강도 감탄할 정도이고, 창봉의 제자로 후건이 있다. 또한 무인(武人) 가문 출신이라 그런지 게양진 같이 깡패 세력이 강한 곳에서 자릿세를 내지 않고, 장사를 하는 등 세상 물정에 서툰 부분이 있다.

## 생애
하남 낙양 출신으로 대대로 무인 가문 집안에서 할아버지는 경략부의 무관이었으나 동료들의 시기에 점차 몰락, 설영 대에는 각지를 떠돌아다니며 무예를 구경거리로 하여 약을 파는 고약장수로까지 가세가 기울었다. 어느 날 설영은 장강 유역의 마을인 게양진에서 장사를 하고 있었는데 구경꾼들은 그의 연무에 박수만 치고 웬일인지 아무도 고약을 사지 않았다. 그러자 군중 속에서 유배를 가는 것 같은 사내가 설영에게 구경료를 내밀었다. 그러자 이번에는 나이가 어려보이는 큰 남자가 갑자기 그 유배인에게 시비를 걸기 시작했기 때문에 설영은 그 남자를 때려눕히고 유배인과 도망쳤다. 듣자 하니 유배인은 천하의 의사(義士)로 이름난 송강이었다. 시비를 건 젊은 남자는 게양진 유력자의 둘째 아들 목춘이었다. 목춘은 설영이 자신들에게 인사도 없이 장사를 시작한 것이 마음에 들지 않아 온 동네사람들에게 설영을 상대하지 말라고 미리 말했던 것이다.
의기투합한 설영과 송강은 함께 식사를 하려 하나 목춘이 두 사람에게 음식을 팔면 가게를 때려부수겠다고 말하며 돌아다녔기 때문에 어디에도 들어가지 못했고, 송강은 그대로 귀양지인 강주로, 설영은 숙소로 돌아가서 계산을 하고 이 땅을 떠나려 했다. 그러나 그보다 일찍 목춘이 졸개를 거느리고 찾아와 설영은 뭇매를 맞고 납치된 끝에 목춘집의 헛간 들보에 매달리고 만다. 이대로 설영은 죽는 줄 알았는데, 송강이 설영을 구하러 나타난다. 목가와 세력권을 접하고 친분이 있는 게양령의 우두머리 이준과 송강은 이미 면식이 있었고 이준으로부터 송강을 소개받은 목홍, 목춘 형제는 무례를 사과하고 반대로 송강을 환대하였다. 설영은 목춘과도 화해하여 하룻밤에 다 같이 술을 마신 뒤 송강은 강주로 향했고 설영은 목씨 집안의 신세를 지게 되었다.
얼마 후 송강이 강주에서 모반죄로 누명을 씌여 감옥 관리인 대종과 함께 처형당하게 되었다. 설영은 이것을 들은 이준과 목홍 등을 따라 구출에 나선다. 형장에 도착하자 이미 송강과 대종은 양산박의 조개 무리에게 구출됐고, 설영 등은 이에 합류, 양산박으로 향하기로 한다. 그에 앞서 송강은 자신을 모함한 악덕관리 황문병을 죽이겠다고 나섰다. 설영은 예전에 봉술을 가르치던 재단사 후건이 황문병의 저택에 드나드는 것을 떠올려 후건을 동료로 유인했고, 그의 안내로 황문병을 죽이는데 성공한다.
양산박에 입산한 후에는 도종왕과 함께 요새의 증설과 수선 감독을 맡았으며, 호연작과의 싸움 후에는 뒷채의 수비로 옮긴다. 전투에도 자주 가담하지만 특별히 공을 세우지는 않았다. 108명이 양산박에 모인 후에는 보병 장교의 한 사람이 된다. 관군과의 싸움에서는 선원으로 둔갑해 적을 틈타 적장 한 명을 생포하는 공을 세운다. 양산박이 조정으로 귀순한 후의 싸움에도 참가하지만 눈에 띄는 일 없이 방랍과의 싸움에서 욱령관에서 적장 방만춘의 덫에 걸려 화살비를 맞고 석수 등과 함께 고슴도치처럼 되어 사망하였다.